# Matlosana
La municipalité locale de Matlosana (ancienne City Council of Klerksdorp) est une municipalité locale d'Afrique du Sud située dans la province du nord-ouest, dans l'ouest de l'ancienne province du Transvaal, et fait partie du district du Dr Kenneth Kaunda. Son siège se trouve à Klerksdorp.
En 2000, la zone urbaine de Klerksdorp est amalgamée avec les communes de Orkney, Kanana, Jouberton, Stilfontein, Khuma, Hartebeesfontein et Tigane dans une nouvelle région administrative de 350 000 habitants appelée Matlosana depuis 2007.

## Population urbaine 2001 des constituants de la municipalité de Matlosana
Lors du recensement du 09/10/2001 les populations des principales zones urbaines de la municipalité de Matlosana étaient les suivantes :
| zone urbaine    | population urbaine 2001 |
| --------------- | ----------------------- |
| Klerksdorp      | 000 55 532              |
| Jouberton       | 00 103 348              |
| Kanana          | 00 66 936               |
| Khuma           | 00 42 963               |
| Stilfontein     | 00 14 358               |
| Orkney          | 00 14 112               |
| Tigane          | 00 12 111               |
| Vaal Reefs      | 00 7 159                |
| Total MATLOSANA | 00 319 195              |